# Дудкино (Наро-Фоминский район)
Дудкино — деревня в Наро-Фоминском районе Московской области, входит в состав сельского поселения Веселёвское. Численность постоянного населения по Всероссийской переписи 2010 года — 1 человек, в деревне числится 2 садовых товарищества. До 2006 года Дудкино входило в состав Веселёвского сельского округа.
Деревня расположена в юго-западной части района, у истока безымянного левого притока реки Руть (приток Протвы), примерно в 10 км к юго-западу от города Верея, высота центра над уровнем моря 193 м. Ближайшие населённые пункты — Перемешаево в 1,5 км на юг и Никольское в 2 км на запад.